# 呼延族
呼延族（？—？），河南郡洛阳县（今河南省洛阳市东）人，北魏、东魏、北齐官员。

## 生平
呼延族最初是高昂的门客，后追随高昂在信都起兵反抗尔朱氏。中兴二年闰三月庚申（532年5月18日）呼延族与王桃汤、东方老等人以部曲的身份随高昂参与韩陵之战。天统五年（569年）十二月，北周派遣将领围困洛阳，断绝北齐守军的运粮道路。武平元年（570年）正月，齐后主诏令斛律光率领步兵骑兵三万人前往讨伐周军。齐军抵达定陇后，张掖公王杰、中州刺史梁士彦、开府司水大夫梁景兴等人驻扎在鹿卢交的道路上，斛律光披甲执矛，身先士卒冲入周军，兵刃相交后王杰的部下溃散，被斩首二千多级。斛律光又推进到宜阳，与齐国公宇文宪、申国公李穆相持了一百多天。斛律光修筑统关、丰化二城，以打通宜阳的道路。斛律光率军撤退抵达安邺，宇文宪等人率领军队号称五万人紧随其后。斛律光派出骑兵反击，周军溃败，开府宇文英、都督越勤世良、韩延等人被俘虏，被斩首三百多。宇文宪又命令王杰、大将军中部公梁台与梁景兴、梁士彦等人率领步兵骑兵三万人在鹿卢交截断要路。斛律光与韩贵孙、呼延族、王显等将领合击，大败周军，梁景兴被斩首，又俘获了周军一千多匹马。之后呼延族在北齐官至西洛州刺史，封庐江郡王。
承光元年（577年）正月，高孝珩与呼延族、莫多娄敬显、尉相愿共同谋划，于正月五日（577年2月8日）动手，高孝珩在千秋门斩杀高阿那肱，尉相愿在皇宫内以禁军接应，呼延族与莫多娄敬显从游豫园率领士兵出动。高阿那肱从别宅走小道入宫，高孝珩的谋划没能实现。高阿那肱和韩长鸾害怕高孝珩生变，将高孝珩调出朝廷中央外任沧州刺史，尉相愿拔佩刀砍柱子叹息说:“大事已去，还有什么可说的！”

## 家庭

### 祖父
- 呼延叔归，北魏上谷郡太守[1]

### 父亲
- 呼延恃宠，北魏武骑常侍、大将军[6]

### 子女
- 呼延贵，隋朝虎牙郎将[6]